# Welsh International 1969
Die Welsh International 1969 fanden in Port Talbot statt. Es war die 20. Auflage dieser internationalen Meisterschaften von Wales im Badminton.

## Finalresultate
| Disziplin    | Sieger                            | Finalist                     | Ergebnis          |
| ------------ | --------------------------------- | ---------------------------- | ----------------- |
| Herreneinzel | Howard R. Jennings                | D. K. Hopkins                | 18–13, 4–15, 15–6 |
| Dameneinzel  | Angela Dickson                    | Betty Fisher                 | 12–9, 11–12       |
| Herrendoppel | Howard R. Jennings Alan Fisher    | David Colmer J. Hartstill    | 15–11, 15–8       |
| Damendoppel  | Angela Dickson Betty Fisher       | S. Hughes D. Constance       | 15–2, 17–16       |
| Mixed        | Howard R. Jennings Angela Dickson | David Colmer Pamela Jeremiah | 15–9, 15–8        |